# Clubiona marmorata
Clubiona marmorata là một loài nhện trong họ Clubionidae.
Loài này thuộc chi Clubiona. Clubiona marmorata được Ludwig Carl Christian Koch miêu tả năm 1866.